# NGC 6400
NGC 6400 (również OCL 1014 lub ESO 393-SC14) – gromada otwarta znajdująca się w gwiazdozbiorze Skorpiona. Odkrył ją James Dunlop 13 maja 1826 roku. Jest położona w odległości ok. 3,1 tys. lat świetlnych od Słońca.